# Ernő Steigerwald
Ernő Steigerwald (* 28. Mai 2002) ist ein ungarischer Leichtathlet, der sich auf den Sprint spezialisiert hat.

## Sportliche Laufbahn
Erste internationale Erfahrungen sammelte Ernő Steigerwald im Jahr 2021, als er bei den U20-Europameisterschaften in Tallinn mit 49,00 s im Halbfinale im 400-Meter-Lauf ausschied und mit der ungarischen 4-mal-400-Meter-Staffel in 3:10,49 min den siebten Platz belegte. 2023 schied er bei den U23-Europameisterschaften in Espoo mit 46,92 s im Halbfinale über 400 Meter aus und im August verpasste er mit der Staffel bei den Weltmeisterschaften in Budapest mit neuem Landesrekord von 3:02,65 min den Finaleinzug. Im Jahr darauf belegte er bei den Europameisterschaften in Rom in 3:02,10 min den achten Platz im Staffelbewerb und 2025 gelangte er bei den World University Games in Bochum mit 3:21,52 min auf den sechsten Platz in der Mixed-Staffel.

## Persönliche Bestzeiten
- 200 Meter: 21,20 s (+0,9 m/s), 25. Juni 2023 in Győr
- 400 Meter: 46,30 s, 26. Mai 2024 in Budapest
  - 400 Meter (Halle): 47,72 s, 9. Februar 2025 in Nyíregyháza